# Grammy Award for Best Soul Gospel Performance, Contemporary
Der Grammy Award for Best Soul Gospel Performance, Contemporary, auf Deutsch „Grammy-Auszeichnung für die beste zeitgenössische Soul Gospel-Darbietung“, ist ein Musikpreis, der von 1978 bis 1983 von der amerikanischen Recording Academy im Bereich der Gospelmusik verliehen wurde.

## Geschichte und Hintergrund
Die seit 1959 verliehenen Grammy Awards werden jährlich in zahlreichen Kategorien von der Recording Academy in den Vereinigten Staaten vergeben, um künstlerische Leistung, technische Kompetenz und hervorragende Gesamtleistung ohne Rücksicht auf die Album-Verkäufe oder Chart-Position zu würdigen.
Eine dieser Kategorien ist der Grammy Award for Best Soul Gospel Performance, Contemporary. Der Preis wurde von 1978 bis 1983 vergeben. Ein ähnlicher Preis, der Grammy Award for Best Contemporary Soul Gospel Album bzw. Grammy Award for Best Contemporary R&B Gospel Album wurde von 1991 bis 2011 vergeben.

## Gewinner und Nominierte
| Jahr | Gewinner                      | Nationalität       | Werk                    | Nominierte | Bild des/der Gewinner(s) |
| ---- | ----------------------------- | ------------------ | ----------------------- | ---------- | ------------------------ |
| 1978 | Edwin Hawkins                 | Vereinigte Staaten | Wonderful!              |            |                          |
| 1979 | Andrae Crouch & The Disciples | Vereinigte Staaten | Live in London          |            |                          |
| 1980 | Andrae Crouch                 | Vereinigte Staaten | I’ll Be Thinking of You |            |                          |
| 1981 | Shirley Caesar                | Vereinigte Staaten | Rejoice                 |            |                          |
| 1982 | Andrae Crouch                 | Vereinigte Staaten | Don’t Give Up           |            |                          |
| 1983 | Al Green                      | Vereinigte Staaten | Higher Plane            |            |                          |